# 殺しのダンディー
『殺しのダンディー』（ころしのダンディー、原題: A Dandy in Aspic）は、1968年に公開されたアンソニー・マン監督によるイギリスのネオ・ノワール・スパイ映画である。テクニカラー、パナビジョンである。原作は1966年のデレク・マーロウの小説『殺しのダンディズム』である。出演はローレンス・ハーヴェイ、トム・コートネイ、ミア・ファローである。映画はアンソニー・マン監督の最後の作品である。 

## あらすじ
英国とソ連の二重スパイ・エブリンは、女性撮影家のカロラインと出会う。
その後、彼は自分の正体を明かされそうになり、ソ連への復帰を望むもかなわなかった。
ある日、英国に帰国したガティスから英国情報局にソ連側のスパイがいることを指摘した。ガティスが証拠として提示した写真にはエブリンとは異なる人物が写っていたものの、始末役としてエブリンが指名される。
その人物は麻薬中毒によって悲惨な状態になっていたため、エブリンは殺すのを断念。ベルリンを通じて東側に行こうとするも失敗に終わる。そこで、カロラインと再会し、彼女を突け狙っていたソ連の殺し屋を倒すも、最終的には双方の攻撃を受けて死亡する。

## キャスト
| 役名             | 俳優                   | 日本語吹替                     |
| 役名             | 俳優                   | NETテレビ版                    |
| ---------------- | ---------------------- | ------------------------------ |
| エブリン         | ローレンス・ハーヴェイ | 森川公也                       |
| ガディス         | トム・コートネイ       | 納谷悟朗                       |
| カロライン       | ミア・ファロー         | 増山江威子                     |
| フレイザー       | ハリー・アンドリュース | 北村弘一                       |
| プレンティス     | ピーター・クック       | 青野武                         |
| ソバケビッチ     | ライオネル・スタンダー | 雨森雅司                       |
| パベル           | ペール・オスカルソン   | 細井重之                       |
| カッパフィールド | ノーマン・バード       | 村松康雄                       |
|                  |                        |                                |
| 演出             | 演出                   | 高桑慎一郎                     |
| 翻訳             | 翻訳                   | 鈴木導                         |
| 効果             | 効果                   | 大野義信                       |
| 調整             |                        |                                |
| 制作             | 制作                   | グロービジョン                 |
| 解説             |                        |                                |
| 初回放送         | 初回放送               | 1976年1月31日 『土曜映画劇場』 |